# Юкарашты
Юкарашты (чечен. Юкъарашта) — покинутый аул в Итум-Калинском районе Чеченской Республики.

## География
Расположен на правом берегу реки Дзумсэхк, к юго-востоку от районного центра Итум-Кали.
Ближайшие населённые пункты и развалины бывших аулов: на севере — бывший аул Олгузи, на северо-западе — бывшие аулы Беле Хайха, Мужиар, на юго-западе — село Зумсой, на юго-востоке — бывший аул Хуты-Кажа.